# Sigfred Johansen
Sigfred Johansen, född  31 maj 1908 i Frederiksberg, död 18 juli 1953 i Frederiksberg, var en dansk skådespelare. Han var bror till pianisten och kompositören Gunnar Johansen (1906-1991). Johansen var gift med skådespelaren Lily Weiding från 1945.

## Filmografi i urval
- 1932 – Odds 777
- 1933 – Köpenhamnsflickor
- 1933 – Köpenhamnsluft
- 1935 – Weekend
- 1936 – Giftes - nej tak
- 1937 – Flådens blå matroser
- 1939 – I dag begynder livet
- 1940 – En flicka hela da'n
- 1940 – Familien Olsen
- 1940 – Pas på Svinget i Solby
- 1941 – Tante Cramers testamente
- 1943 – Alt for karrieren
- 1946 – Oktoberroser
- 1946 – Hans store aften
- 1947 – Soldaten och Jenny
- 1948 – Hr. Petit